# Memmendorf
Memmendorf ist ein Gemeindeteil der sächsischen Stadt Oederan im Landkreis Mittelsachsen. Es wurde am 1. Januar 1994 nach Frankenstein eingemeindet, mit dem es seit dem  1. Januar 2012 zur Stadt Oederan gehört.

## Geografie
Memmendorf liegt nordöstlich von Oederan. Der durch den Ort fließende Memmendorfer Bach entwässert über den Kemnitzbach in die Große Striegis. Nachbarorte von Memmendorf sind Hartha und Frankenstein im Norden, Kirchbach im Südwesten, Oederan im Südosten und Schönerstadt im Westen.

## Geschichte

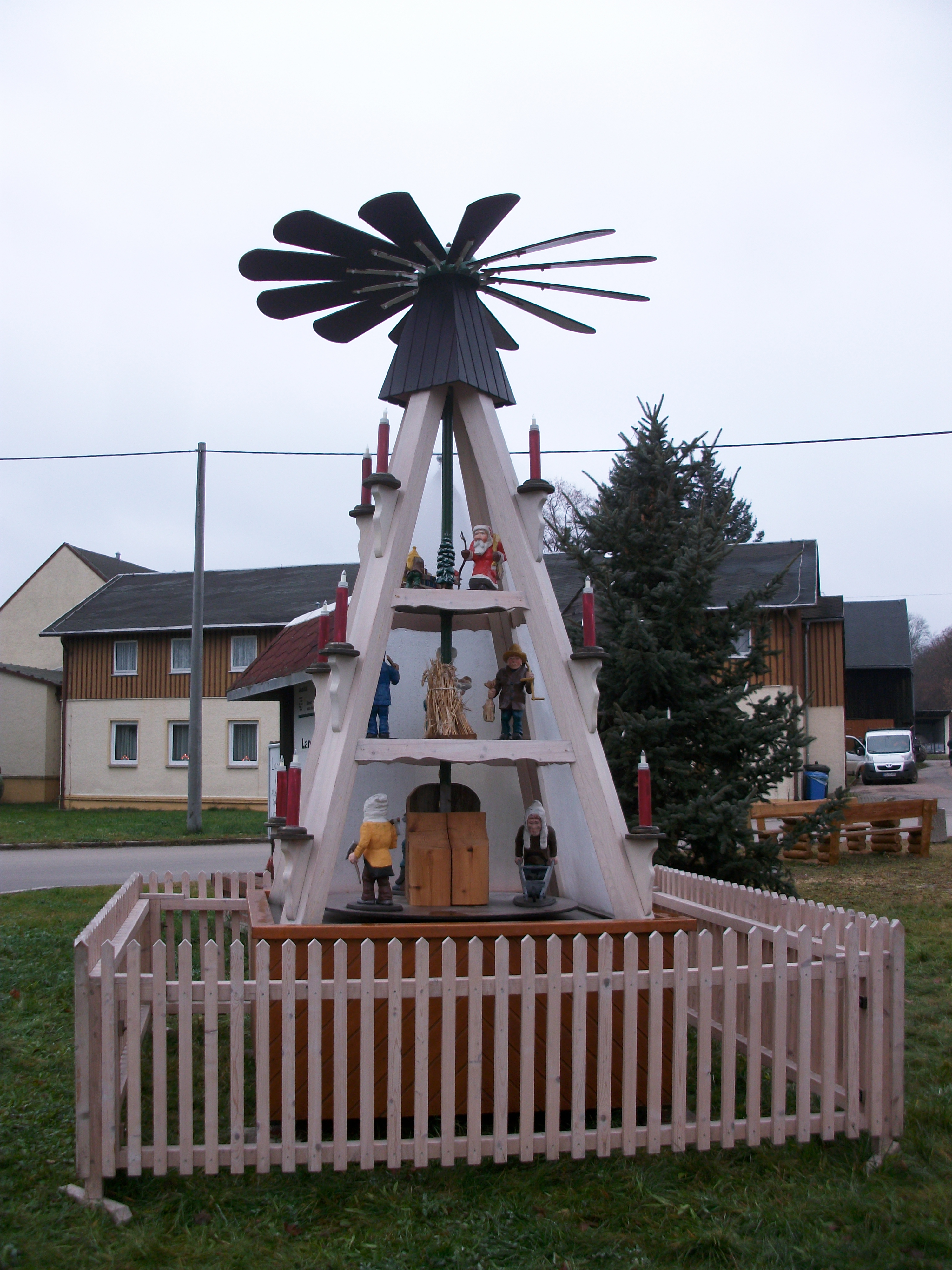
Ortspyramide Memmendorf

Memmendorf wurde 1403 erstmals als „Emmerndorf“ erwähnt. Spätere Ortsnamen sind Emerdorff (1456), Memmerndorff (1482) und Memmendorff (1493). Die heutige Schreibweise ist für das Jahr 1708 belegt. Im Jahre 1480 erwarben die Herren von Schönberg zu Börnichen den Ort Memmendorf. Seitdem gehörte der Ort zur  Grundherrschaft des hiesigen Ritterguts im Amt Schellenberg bzw. Amt Augustusburg. Die „Schönberg’sche Herrschaft“ samt richterlicher Gewaltbefugnis endete erst 1856, als die Gerichtsbarkeit des Ortes dem Königlichen Gericht Oederan übertragen wurde.
Von Mitte des 16. Jahrhunderts bis Ende des 19. Jahrhunderts ist in Memmendorf Bergbau nachgewiesen. Die größte Grube war der „Hilfe Gottes Erbstolln“ westlich des Orts. Weitere belegte Gruben sind der „Segen Gottes Spat Schacht“, der „Segen Gottes Stollenmund“, „Hilfe Gottes“, der „Neuer Segen Stollenmund“ und „Künstgezeug“.
Seit 1875 gehörte Memmendorf zur Amtshauptmannschaft Flöha, deren Nachfolger 1952 der Kreis Flöha wurde. Am 1. Januar 1994 schlossen sich Frankenstein und Memmendorf zur neuen Gemeinde Frankenstein zusammen, die wiederum zum 1. Januar 2012 ins benachbarte Oederan eingemeindet wurde. Memmendorf gehörte seit 1994 zum Landkreis Freiberg, welcher 2008 im Landkreis Mittelsachsen aufging.

### Entwicklung der Einwohnerzahl
| Jahr | Einwohnerzahl                                                      |
| ---- | ------------------------------------------------------------------ |
| 1551 | 24 besessene Mann, 29 Inwohner                                     |
| 1764 | 11 besessene Mann, 6 Gärtner, 23 Häusler, 19 ½ Hufen je 8 Scheffel |
| 1834 | 404                                                                |
| 1871 | 504                                                                |
| 1890 | 399                                                                |

| Jahr | Einwohnerzahl |
| ---- | ------------- |
| 1910 | 375           |
| 1925 | 420           |
| 1939 | 369           |
| 1946 | 532           |
| 1950 | 499           |

| Jahr | Einwohnerzahl |
| ---- | ------------- |
| 1964 | 456           |
| 1990 | 396           |
| 2013 | 408           |

## Religion

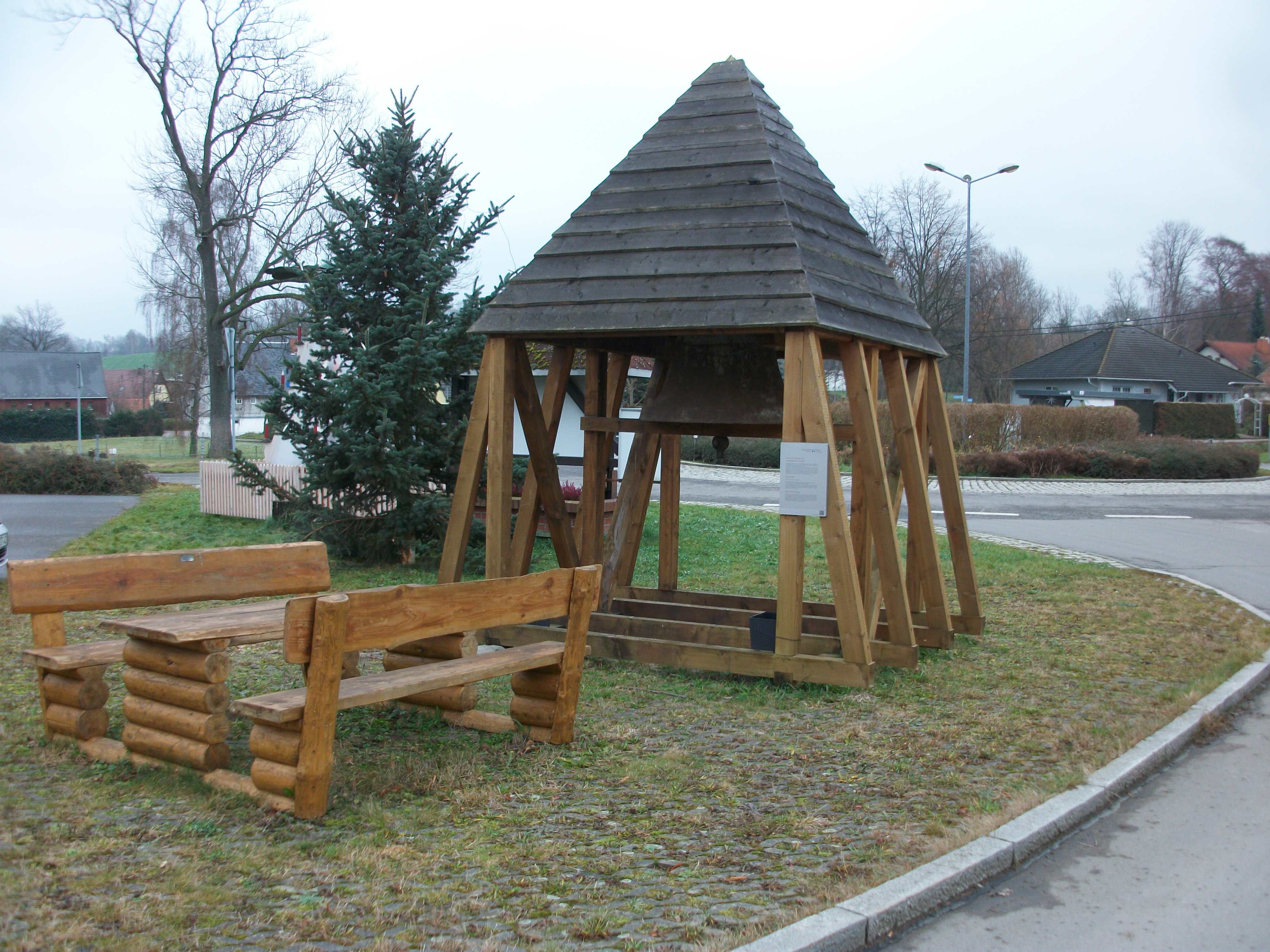
Frankensteiner Trauglocke in Memmendorf

Die evangelischen Bewohner von Memmendorf gehören zur Evangelisch-lutherischen Kirchgemeinde Oederan. Die alte Trauglocke der Frankensteiner Kirche wurde am Kreisel in Memmendorf aufgestellt. Sie ist Teil des Glockenpfads zur Frankensteiner Kirche. Die römisch-katholischen Einwohner gehören zur Gemeinde St. Theresia in Flöha als Teil der Katholischen Pfarrei St. Johannis der Evangelist Freiberg.

## Verkehr
Memmendorf liegt an der Straße Chemnitz–Oederan–Freiberg–Dresden. An dieser wurde 1801 eine Fuhrwerksausspanne mit dem Namen „Goldener Stern“ eröffnet. Die Bundesstraße 173 führt heute südlich am Ort vorbei. 2002 wurde in Memmendorf der erste Kreisverkehr im Landkreis Freiberg errichtet.
Durch das Ortsgebiet von Memmendorf verläuft die Trasse der Bahnstrecke Dresden–Werdau (Teil der Sachsen-Franken-Magistrale). Die nächstgelegenen Haltepunkte sind die Bahnhöfe Oederan in Oederan und Frankenstein (Sachs) in der Oberschönaer Gemarkung Wegefarth. Bevor 1869 die Bahnlinie zwischen Chemnitz und Dresden in Betrieb ging, stellte die Gemeinde Memmendorf einen erfolglosen Antrag auf eine Haltestelle.